# Marina Pagano
Marina Pagano (Nápoles, 16 de diciembre de 1939-Roma, 19 de enero de 1990) fue una cantante y actriz cinematográfica italiana.

## Biografía
Su verdadero nombre era Maria Pagano y nació en Nápoles, Italia, en el seno de una familia numerosa. De entre sus siete hermanos destacaba la actriz Angela Pagano. A los 19 años de edad Marina Pagano se mudó a Roma, donde trabajó con Eduardo De Filippo. Destacó como intérprete en el espectáculo dirigido por Giuseppe Patroni Griffi Napoli notte e giorno, de Raffaele Viviani, y comenzó a ser famosa gracias a Il Socrate immaginario, de Ferdinando Galiani, actuando junto a Gianna Giachetti y Nino Taranto. 
En 1970 llegó un espectáculo que le deparó una gran éxito, Io, Raffaele Viviani, de Antonio Ghirelli y de su marido, Achille Millo, con el mismo Millo en la dirección y actuación, estando acompañados por Antonio Casagrande y Franco Acampora. Actuó varias veces en dicha producción hasta junio de 1979, año en el cual se representó en Nueva York con la aclamación por parte del público y de la crítica estadounidense. 
En 1971 la televisión italiana le dedicó un programa titulado Incontro con Marina Pagano, en el cual aparecía Vittorio De Sica. La actriz fue después protagonista de la producción televisiva Le Farfalle, de Dante Guardamagna, y, en el teatro, del show de Alessandro Fersen Le diavolerie.
Adaptando una obra de Jacques Prévert, en 1972 Achille Millo llevó a escena Amatevi gli uni sugli altri, producción en la que Pagano mostró ser una actriz sensible, conmovedora intérprete de canciones que fueron grandes éxitos de la mano de cantantes como Édith Piaf, Juliette Gréco y Oswald. En 1979 formó parte del reparto de I misteri di Napoli, de Mastriani, con dirección televisiva de Ugo Gregoretti. 
En junio de 1980 protagonizó para la televisión la producción en cuatro episodios titulada Una voce... una donna, interpretando a grandes mujeres del mundo del espectáculo como Édith Piaf, Judy Garland, Gilda Mignonette y Anna Fougez. 
Entre sus actuaciones cinematográficas se recuerda la que hizo en 1981 en el primer film de Massimo Troisi, Ricomincio da tre, en el que hacía el papel de la tía de Gaetano (Troisi). En 1986 rodó Farsa cavaiola adaptación de Giuseppe Rocca de la obra de Vincenzo Braca, con Antonio y Maurizio Casagrande, Beppe Bosone, Aldo De Martino y Enzo Salomone.
Marina Pagano falleció a causa de un cáncer en Roma en 1990. Sus restos fueron incinerados y sus cenizas depositadas, junto a las de su marido, fallecido en 2006, en el Cementerio de Prima Porta, en Roma.

## Carrera musical
En 1974 grabó su primer disco, Dieci canti popolareschi napoletani, editado por Roberto De Simone y Achille Millo, y ese mismo año participó en el programa televisivo Canzonissima. 
Su segundo LP, titulado Io vi racconterò, se componía de diez canciones de amor de autores italianos y extranjeros. 
Con el mismo título, Marina Pagano presentó un recital en los principales teatros italianos. Tras el éxito conseguido con el mismo, en 1975 llevó a cabo otro recital, A modo mio.... En esos años escribieron para la cantante autores como Enrico Medail, Fiorenzo Carpi, Giorgio Gaslini y Bruno Nicolai. 

## Teatro
Algunas de las obras teatrales en las que actuó Marina Pagano fueron: 
- Viva l'Italia! (1955)
- Le Troiane (1958)
- Napoli notte e giorno, dirección de Giuseppe Patroni Griffi (1969)
- Socrate immaginario, dirección de Galiani
- Io, Raffaele Viviani, dirección de Achille Millo (1970)
- Le diavolerie, dirección de Alessandro Fersen (1971)
- Amatevi gli uni sugli altri, dirección de Achille Millo (1972)
- La Gatta Cenerentola, dirección de Roberto De Simone
- Idillio villereccio, dirección de Giacomo Colli (1979)
- Il vicolo, dirección de Achille Millo (1981)
- Le serve, dirección de Mario Santella (1982)
- La Morsa, dirección de Maricla Boggio (1983)
- Le Farse Cavaiole, dirección de Giuseppe Rocca (1986)
- O di uno o di nessuno, dirección de Giuseppe Rocca (1987)

## Filmografía
- La fabbrica dei soldi, de Riccardo Pazzaglia (1965)
- Pensando a te, de Aldo Grimaldi (1969)
- Gegè Bellavita, de Pasquale Festa Campanile (1979)
- Ricomincio da tre, de Massimo Troisi (1981)